# Jardín Liuyuan

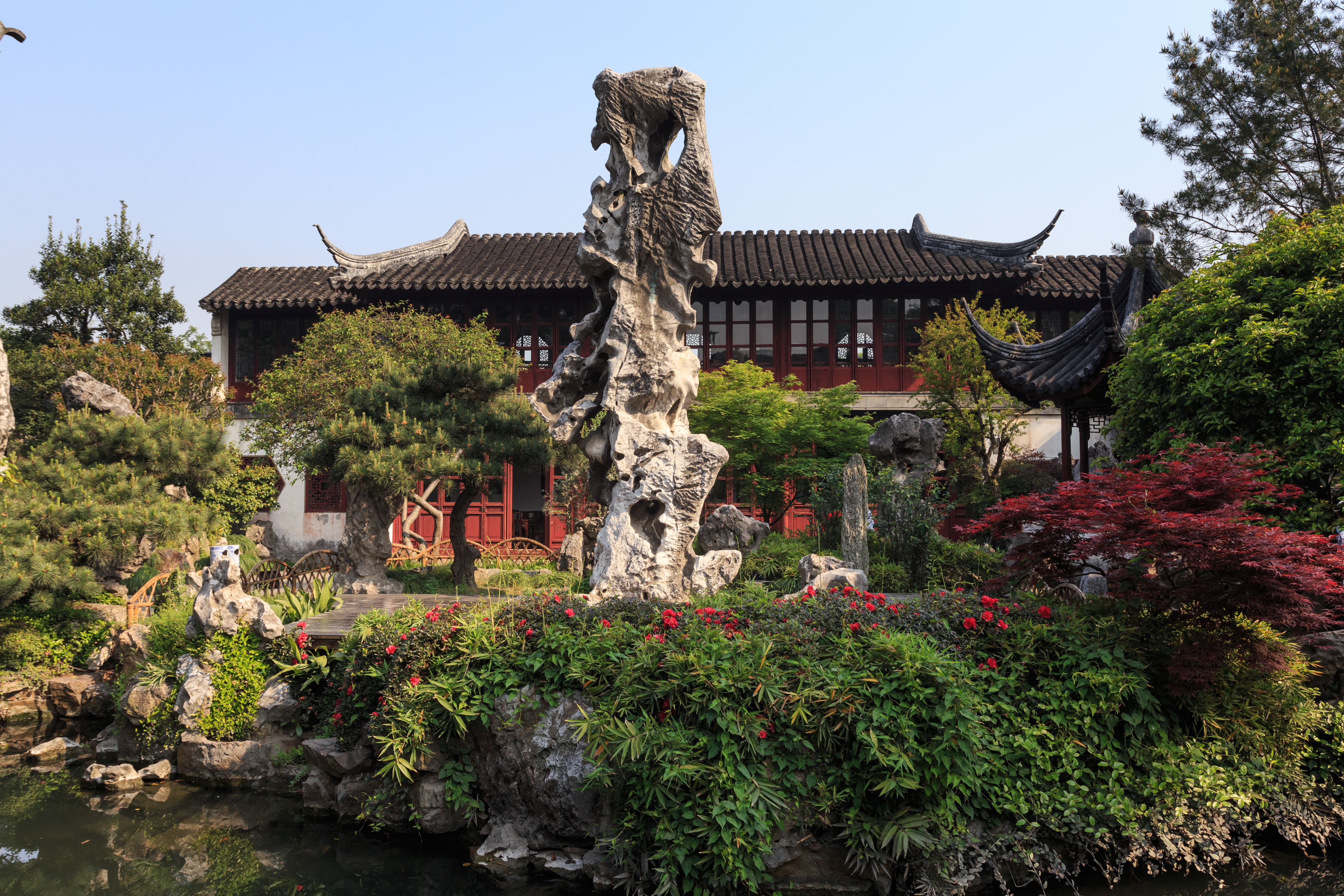
Jardín Liuyuan

El jardín Liuyuan (en chino tradicional, 留園; en chino simplificado, 留园; pinyin, Liú Yuán) es un reconocido jardín chino clásico. Está ubicado en la calle  Liuyuan 338, Suzhou, provincia de Jiangsu, China (留园路338号). En 1997 fue reconocido junto a otros Jardines de Suzhou como un Patrimonio de la Humanidad por Unesco. El jardín contiene dos Obras Maestras del Patrimonio Oral e Intangible de la Humanidad: Pingtan (评弹) y música de Guqin. En español se traduce como el «Jardín No se apresure», y destaca tanto por su "pico cubierto de nubes" como por la colección de estelas con inscripciones.
Los 23 310 m² del jardín están divididos en cuatro secciones temáticas diferentes: este, centro, oeste y norte. El área central es la más antigua del jardín. Los edificios, característica principal de todos los jardines chinos, ocupan un tercio del área total.